# Большой Дехан
Большой Дехан (каз. Үлкен Диқан) — село в Уйгурском районе Алматинской области Казахстана. Находится примерно в 84 км к востоку от села Чунджа, административного центра района. Входит в состав Малодеханского сельского округа. Код КАТО — 196647200.

## Население
В 1999 году население села составляло 957 человек (506 мужчин и 451 женщина). По данным переписи 2009 года, в селе проживали 992 человека (514 мужчин и 478 женщин).